# Fuerza Regia
La Fuerza Regia è una società cestistica avente sede a Monterrey, in Messico. Fondata nel 2001, gioca nel Liga Nacional de Baloncesto Profesional.
Disputa le partite interne al Gimnasio Nuevo León Unido, che ha una capacità di 5.000 spettatori.

## Palmarès
- Campionati messicani: 4

2016-17, 2018-19, 2020, 2021